# Hambach (Moselle)
Pour les articles homonymes, voir Hambach.
Hambach [ambax] est une commune française située dans le département de la Moselle et le bassin de vie de la Moselle-Est, en Lorraine.
La commune fait aujourd'hui partie de la région administrative Grand Est.

## Géographie
La commune est située en Moselle-est, près de Sarreguemines. Elle se compose de deux localités distinctes : Hambach, une petite ville qui n'est autre que le chef-lieu de la commune et Roth, un village situé au nord d'Hambach.
| Woustviller         | Sarreguemines | Neufgrange             |
| Grundviller         | Hambach       | Siltzheim (Bas-Rhin)   |
| Richeling, Sarralbe | Willerwald    | Herbitzheim (Bas-Rhin) |

### Écarts et lieux-dits
- Roth avait lui-même un écart nommé Adelhausen, aujourd'hui disparu.

### Hydrographie
La commune est située dans le bassin versant du Rhin au sein du bassin Rhin-Meuse. Elle est drainée par le ruisseau le Hoppbach, le ruisseau le Willerlachgraben et le ruisseau le Flettwiesergraben.
Le Hoppbach, d'une longueur totale de 10,9 km, prend sa source dans la commune de Ernestviller et se jette  dans la Sarre à Herbitzheim, après avoir traversé cinq communes.

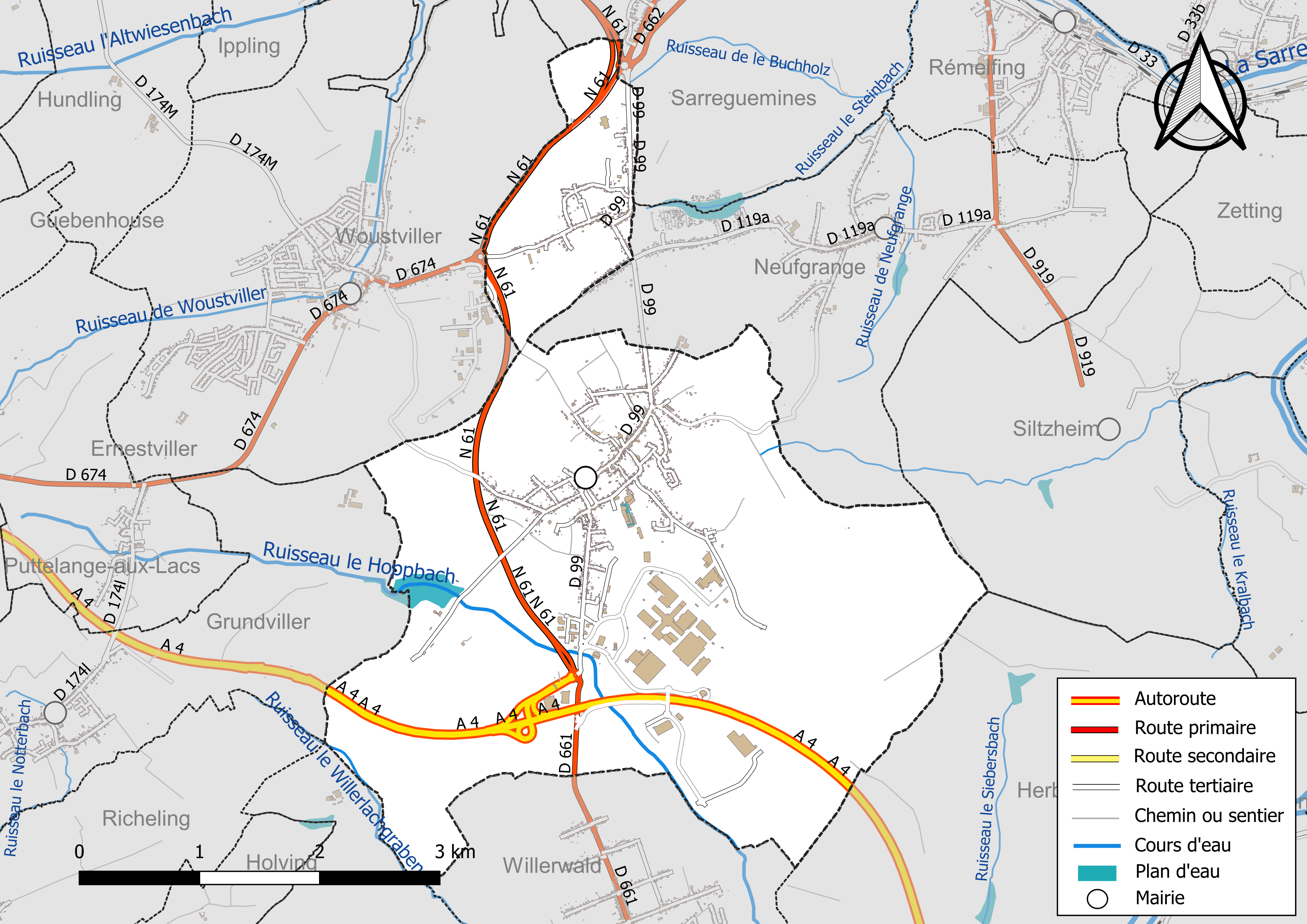
Réseaux hydrographique et routier de Hambach.

La qualité des eaux des principaux cours d’eau de la commune, notamment du ruisseau le Hoppbach, peut être consultée sur un site dédié géré par les agences de l’eau et l’Agence française pour la biodiversité.

### Climat
Pour des articles plus généraux, voir Climat du Grand Est et Climat de la Moselle.
En 2010, le climat de la commune est de type climat des marges montargnardes, selon une étude du Centre national de la recherche scientifique s'appuyant sur une série de données couvrant la période 1971-2000. En 2020, Météo-France publie une typologie des climats de la France métropolitaine dans laquelle la commune est exposée à un climat semi-continental et est dans la région climatique  Vosges, caractérisée par une pluviométrie très élevée (1 500 à 2 000 mm/an) en toutes saisons et un hiver rude (moins de 1 °C). 
Pour la période 1971-2000, la température annuelle moyenne est de 9,9 °C, avec une amplitude thermique annuelle de 17,1 °C. Le cumul annuel moyen de précipitations est de 845 mm, avec 11,7 jours de précipitations en janvier et 9,4 jours en juillet. Pour la période 1991-2020, la température moyenne annuelle observée sur la station météorologique de Météo-France la plus proche, « Kappelkinger_sapc », sur la commune de Kappelkinger à 14 km à vol d'oiseau, est de 10,6 °C et le cumul annuel moyen de précipitations est de 772,6 mm. 
La température maximale relevée sur cette station est de 38,8 °C, atteinte le 25 juillet 2019 ; la température minimale est de −19,6 °C, atteinte le 26 décembre 2010,,. 
Les paramètres climatiques de la commune ont été estimés pour le milieu du siècle (2041-2070) selon différents scénarios d'émission de gaz à effet de serre à partir des nouvelles projections climatiques de référence DRIAS-2020. Ils sont consultables sur un site dédié publié par Météo-France en novembre 2022.

## Urbanisme

### Typologie
Au 1er janvier 2024, Hambach est catégorisée bourg rural, selon la nouvelle grille communale de densité à sept niveaux définie par l'Insee en 2022.
Elle appartient à l'unité urbaine de Sarreguemines (partie française), une agglomération internationale regroupant sept  communes, dont elle est une commune de la banlieue,,. Par ailleurs la commune fait partie de l'aire d'attraction de Sarreguemines (partie française), dont elle est une commune de la couronne,. Cette aire, qui regroupe 48 communes, est catégorisée dans les aires de 50 000 à moins de 200 000 habitants,.

### Occupation des sols
L'occupation des sols de la commune, telle qu'elle ressort de la base de données européenne d’occupation biophysique des sols Corine Land Cover (CLC), est marquée par l'importance des territoires agricoles (43 % en 2018), en diminution par rapport à 1990 (60,5 %). La répartition détaillée en 2018 est la suivante : 
forêts (29,2 %), terres arables (22,5 %), prairies (12,8 %), zones urbanisées (11,4 %), zones industrielles ou commerciales et réseaux de communication (10,1 %), zones agricoles hétérogènes (7,7 %), mines, décharges et chantiers (5,4 %), eaux continentales (0,8 %). L'évolution de l’occupation des sols de la commune et de ses infrastructures peut être observée sur les différentes représentations cartographiques du territoire : la carte de Cassini (XVIIIe siècle), la carte d'état-major (1820-1866) et les cartes ou photos aériennes de l'IGN pour la période actuelle (1950 à aujourd'hui).

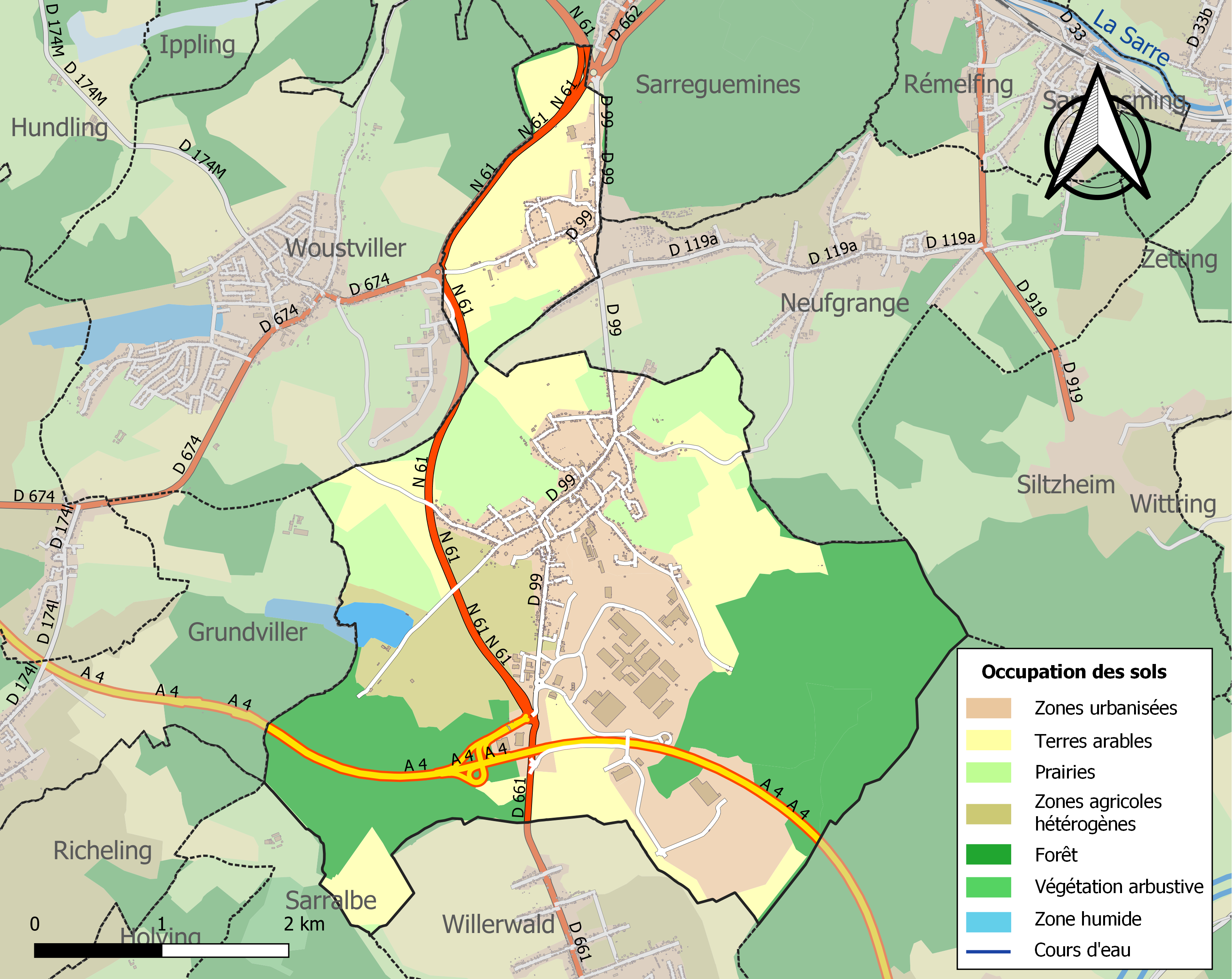
Carte des infrastructures et de l'occupation des sols de la commune en 2018 (CLC).

## Toponymie
- Hambach : 1355 : Hagenbach, 1393 : Hambach, 1400 : Trois-Hambach, 1444 : Hembach, 1779 : Les Hambachs, 1793 : Hambach. Hombach en francique lorrain[15].
- Roth : Désigne un endroit défriché (Rodung)[16]. 1400 : Rode, 1544 : Rada, 1606 : Reda, 1779 : Rodt. Rot en francique lorrain.

### Sobriquets
- Hambach :

Die Hambacher Krutschisser (les ch*eurs de choux de Hambach), terme souvent employé pour indiquer une plantation ou consommation excessive de choux par les habitants.
- Roth :

Die Currente Sänger (les chanteurs de cantiques ambulants). On appelait ainsi au temps de la Réforme, des protestants s’en allant chanter à travers le pays des chansons religieuses. Roth était de 1602 à 1623 une paroisse protestante. 
Die Rother Milchseggler (Milchsäckler) = ceux qui se remplissent le sac en vendant du lait. On racontait que les ménagères de Roth n’oubliaient jamais de traire leurs vaches jusqu’à la dernière goutte et de ne boire que du café noir, afin de pouvoir s’enrichir le plus rapidement en vendant leur lait. Cet argent gagné était gardé dans un sac à part, le Milchsäckel.

## Histoire
- Dépendait de la seigneurie épiscopale de Sarralbe, vendue au duc de Lorraine en 1561 ;
- Réuni à la principauté de Lixheim en 1633, passa au duché de Lorraine en 1702 ;
- S’appelait  Dreittambach, le village comprenait : Gross-Hambach, Klein-Hambach et Roth absorbé entre 1790 et 1794.

## Démographie
L'évolution du nombre d'habitants est connue à travers les recensements de la population effectués dans la commune depuis 1793. Pour les communes de moins de 10 000 habitants, une enquête de recensement portant sur toute la population est réalisée tous les cinq ans, les populations de référence des années intermédiaires étant quant à elles estimées par interpolation ou extrapolation. Pour la commune, le premier recensement exhaustif entrant dans le cadre du nouveau dispositif a été réalisé en 2008.

En 2022, la commune comptait 2 787 habitants, en évolution de −3,13 % par rapport à 2016 (Moselle : +0,52 %, France hors Mayotte : +2,11 %).
| 1793 | 1800 | 1806 | 1821  | 1836  | 1841  | 1861  | 1866  | 1871  |
| ---- | ---- | ---- | ----- | ----- | ----- | ----- | ----- | ----- |
| 675  | 807  | 918  | 1 050 | 1 190 | 1 216 | 1 177 | 1 277 | 1 329 |

| 1875  | 1880  | 1885  | 1890  | 1895  | 1900  | 1905  | 1910  | 1921  |
| ----- | ----- | ----- | ----- | ----- | ----- | ----- | ----- | ----- |
| 1 282 | 1 280 | 1 270 | 1 273 | 1 269 | 1 331 | 1 334 | 1 373 | 1 300 |

| 1926  | 1931  | 1936  | 1946  | 1954  | 1962  | 1968  | 1975  | 1982  |
| ----- | ----- | ----- | ----- | ----- | ----- | ----- | ----- | ----- |
| 1 340 | 1 389 | 1 407 | 1 402 | 1 511 | 1 703 | 1 887 | 2 002 | 2 135 |

| 1990  | 1999  | 2006  | 2008  | 2013  | 2018  | 2022  | - | - |
| ----- | ----- | ----- | ----- | ----- | ----- | ----- | - | - |
| 2 152 | 2 501 | 2 670 | 2 719 | 2 773 | 2 896 | 2 787 | - | - |

## Économie
La Smart Fortwo est produite à Hambach depuis 1997. La direction de l'usine a annoncé le 3 juillet 2020 que Daimler a l'intention de vendre cette usine.
En août 2020, l'entreprise anglaise Ineos a annoncé son intention de reprendre le site d'Hambach pour la production du véhicule 4 × 4 Ineos Grenadier. Le 9 décembre 2020 le futur constructeur annonce officiellement l'acquisition de l'usine Smart pour y produire le Grenadier.

## Culture locale et patrimoine

### Lieux et monuments

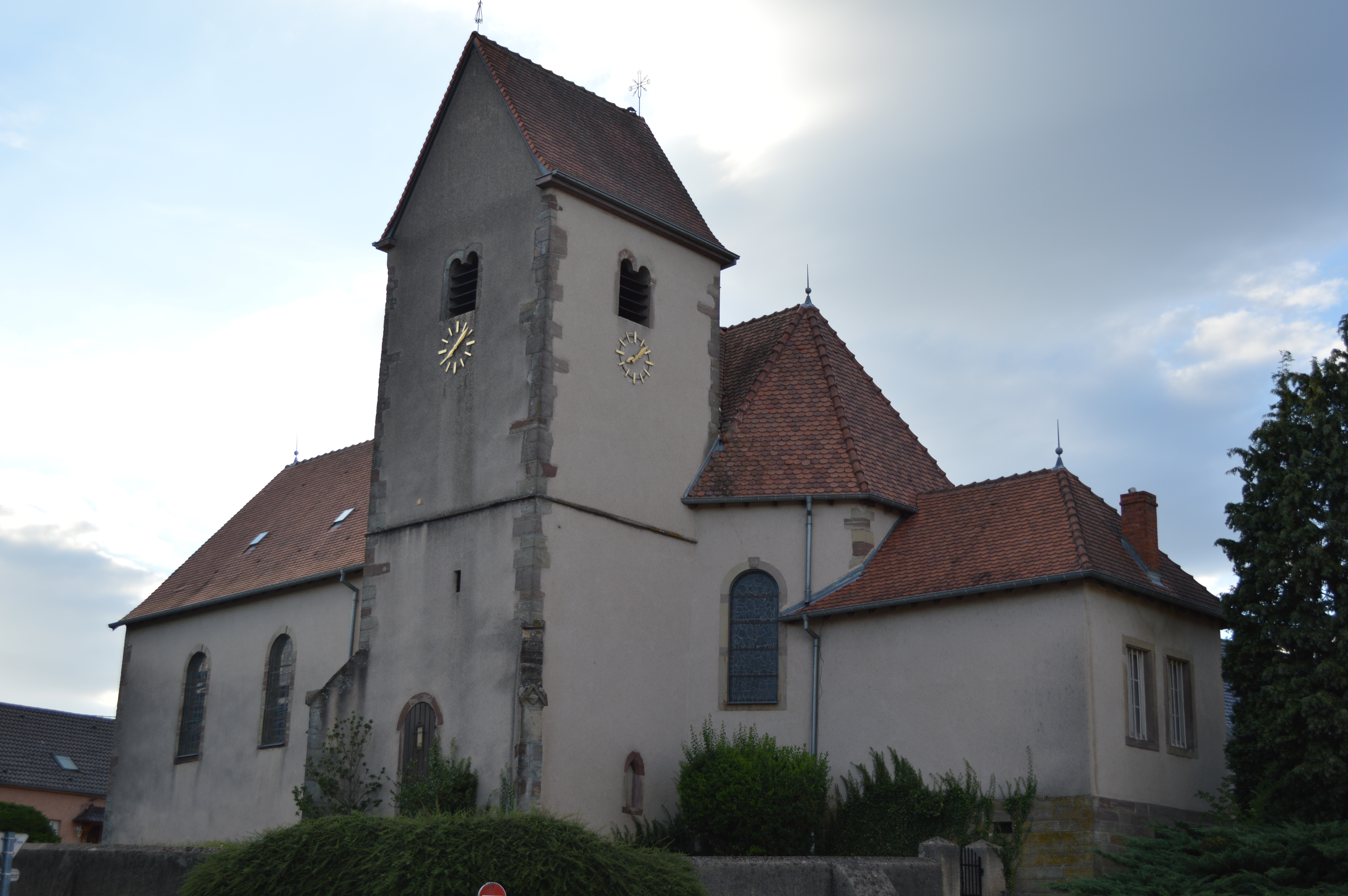
L'église Saint-Vit de Roth et son clocher du XIVe siècle.

- Église Saint-Hubert de Hambach 1869.
- Église Saint-Vit (Guy) de Roth : clocher du XIVe siècle ; maître-autel de style baroque, statuettes baroques.
- Réplique de la grotte de Lourdes à Roth en face du cimetière.

### Personnalités liées à la commune
- Louis Pinck (1873-1940), prêtre, folkloriste et collecteur de chants traditionnels, fut curé de la paroisse de 1908 à 1940.

### Héraldique
| Blason de Hambach (Moselle) | Blason  | D'or au lion couronné, taillé de gueules et de sable, tenant une tige de sinople fleurie de trois roses au naturel. |
| Blason de Hambach (Moselle) | Détails | Blason reçu le 26 novembre 1960.                                                                                    |

## Pour approfondir